# Endomitose
Unter dem Begriff Endomitose versteht man die Vermehrung der Chromosomenzahl ohne Kernteilung. Es kommt dabei zwar zu einer Kondensation der Chromosomen, also zu einer Endometaphase, bei der sich die Chromatiden trennen können, aber die Bildung eines Spindelapparates unterbleibt.
Begriffbestimmend ist: Die Kernmembran wird nicht aufgelöst. So entsteht ein Zellkern mit mehrfachem (polyploidem) Chromosomensatz. Die DNA wurde vor der Endomitose in einer S-Phase verdoppelt, deswegen resultiert jede Endomitose aus einer Endoreplikation. Letztere kann auch Zellkerne mit polyploidem, wenig kondensiertem Chromatin erzeugen oder auffällige polytäne Chromosomen hervorbringen.
Folgendes Beispiel zeigt in einem normalen Entwicklungsprogramm der Taufliege alle drei Erscheinungsformen eines endoreplizierenden Zellkernes. In Nährzellen des Ovars von Drosophila melanogaster ist festzustellen, dass sich die Chromatiden nach der ersten Endomitose nicht trennen. Die folgenden Endomitosen zeigen deshalb polytäne Chromosomen. Diese werden jedoch in weiteren Endoreplikationen aufgelöst, sodass ein nun riesiger Zellkern polyploides, wenig kondensiertes Chromatin enthält.
Endomitose wurde erstmals 1939 beim Wasserläufer beschrieben.
Endomitosen mit mutierten Chromosomen sind in menschlichen Krebszellen zu beobachten.

## Endomitose bei Pilzen
Bei vielen Pilzen findet die Kernteilung ebenfalls ohne Auflösung der Kernmembran statt. Sie führt jedoch letztlich nicht zur Polyploidie, vielmehr bilden sich nach der Mitose wieder zwei haploide Kerne heraus (Es ist zu beachten, dass die echten Pilze Haplonten sind, also den größten Zeitraum ihres Daseins als haploide Organismen existieren). Das Ergebnis ist also das Gleiche wie bei der 'herkömmlichen' Mitose ohne Änderung der Kernphase. Die Endomitose ist innerhalb der Pilze weit verbreitet, jedoch nicht einer bestimmten Gruppe zuzuordnen. Beispielsweise gibt es Agaricus - Arten (Champignon), welche Endomitose betreiben sowie solche, bei denen die Mitose unter Kernmembranauflösung stattfindet. Als (nicht universell geprüfter) Leitsatz kann aber gelten: Pilze mit Endomitose machen auch Endomeiose.